# Seznam mehiških filmskih režiserjev
Seznam mehiških filmskih režiserjev.

## A
- Benito Alazraki
- Alfonso Arau Quirós /Incháustegui (1932 -)

## B
- Gael García Bernal
- Luis Buñuel (Španec)

## C
- Alfonso Cuarón (1961 -)

## F
- Emilio Fernández
- Jorge Fons
- Michel Franco

## G
- Roberto Gavaldón
- José Angel García
- Alejandro González Iñárritu (do 2014)

## H
- Jaime Humberto Hermosillo

## I
- Alejandro G. Iñárritu (od 2014)
- Alberto Isaac

## L
- Diego Luna
- Emmanuel Lubezkii Morgenstern (direktor fotografije)

## M
- Alejandra Márquez Abella
- Antonio Momplet (špansko-mehiški)
- Alejandro Monteverde (José Alejandro Gómez Monteverde) (1977 -)

## O
- Sergio Olhovich (1941 –) (rusko-mehiški)

## R
- Juan Carlos Rulfo

## T
- Guillermo del Toro (1964 –)

## U
- Chano Urueta